# Terceira Roma

Águia bicéfala, brasão imperial da dinastia paleóloga, do Império Bizantino, ainda presente na heráldica russa e balcânica

O termo Terceira Roma descreve a ideia que alguma cidade, estado ou país europeu seria o sucessor contemporâneo do legado do Império Romano. A Primeira Roma seria a própria cidade de Roma, centro do Império Romano, e a Segunda Roma seria a cidade de Constantinopla, capital do Império Bizantino (ou Império Romano do Oriente), o estado sucessor do Império Romano. O conceito de Terceira Roma, pelo sentido histórico, deve então assim denominar o estado sucessor do Império Bizantino.
As sementes do conceito foram lançadas por Constantino I, quando ele moveu a capital do Império de Roma para Constantinopla, que logo passou a ser referida como Segunda Roma.

## Reivindicações russas

Brasão de armas do Império Russo com a águia bicéfala, mais comumente associada ao Império Bizantino e ao Sacro Império Romano-Germânico

Algumas décadas depois da queda de Constantinopla nas mãos de Maomé II, o Conquistador do Império Otomano, em 29 de maio de 1453, alguns começaram a nomear Moscou como a terceira Roma. Este sentimento reacendeu-se no reinado de Ivã III da Rússia que era casado com Sofia Paleólogo, sobrinha de Constantino XI Paleólogo , o último imperador bizantino, e assim Ivan reivindicou ser o herdeiro do Império Bizantino.
O fato da então nascente cultura russa ter como base a cultura bizantina, fato visto através da arquitetura, artes e literatura; além da religiosidade do estado russo ser o Cristianismo Ortodoxo, em acordo com o Império Bizantino e seu cisma religioso com a Igreja Católica; características que reforçam a ideia do Império Russo, mais especificamente Moscou, como sucessor do Império Bizantino, mais especificamente, Constantinopla.[carece de fontes?].

## Reivindicações italianas

Uma águia segurando um fasces era um símbolo comum usado na Itália Fascista

Giuseppe Mazzini, nacionalista italiano, promoveu a noção de "Terceira Roma". Ele disse: "Depois da Roma dos imperadores, depois da Roma dos papas, virá a Roma do povo.", promovendo o Risorgimento e o estabelecimento de Roma como capital. Depois da unificação da Itália como Reino de Itália, o estado foi referido como "Terceira Roma" por personalidades italianas.
Em seus discursos, o ditador Benito Mussolini referia-se à Itália Fascista como a "terceira Roma". Em um discurso pronunciado em 31 de dezembro de 1925 no Monte Capitolino, ele profetizava uma nova era para Roma, que veria seu território expandir-se até uma saída ao mar.